# Renate Schäffer
Renate Schäffer, född 29 juli 1917 i Breslau (idag Wroclaw i nuvarande Polen), Schlesien, Tyskland, död 5 november 2002, Kungsholmen, Stockholm, var Sveriges första kvinnliga meteorolog.
Renate Schäffer var en av fyra döttrar till juristen Hans Schäffer (1886-1967) och Eva Heilberg (1891–1977). Hon gick i skola i Westendschule i Berlin där hon tog  studentexamen 1936. Samma år emigrerade familjen till Sverige och hon började vid Stockholms högskola hösten 1936. Fyra år senare började hon vid Uppsala universitet där hon studerade geografi och meteorologi. Hon gifte sig 1944 med folkskollärare Sven Persson men de skilde sig tre år senare. Året efter giftermålet anställdes hon vid SMHI som Sveriges första kvinnliga meteorolog. Under de första tio åren arbetade hon med att ta fram de väderprognoser som presenterades av hennes manliga kolleger i radio och tv. Från senare delen av 1950-talet var hon engagerad i SMHI:s internationella verksamhet. Generaldirektören Alf Nyberg blev 1963 president för världsmeteorologiska organisationens (WMO). Detta medförde att Schäffer övergav den praktiska meteorologin och ägnade sig helt åt internationell verksamhet. När SMHI omlokaliserades till Norrköping övergick hon till Naturvårdsverket.
Schäffer hade ett stort engagemang i arbetet för fred, frihet, rättvisa och mänskliga rättigheter. Efter krigsslutet 1945 arbetade hon ett halvt år som kurator vid den judiska församlingen i Stockholm där hon hjälpte före detta koncentrationslägerfångar som vistades på olika förläggningar. Efter pensioneringen var hon bland annat aktiv inom Internationella kvinnoförbundet för fred och frihet (IKFF). Hon var  redaktör för organisationens tidskrift och viceordförande. Hon fick också uppdrag inom IKFF:s internationella moderorganisation Women´s International league for Peace and Freedom (WILPF). Här kan nämnas den Stora Fredsresan (1985), Kvinnohuset (Casa de la mujer) för fattiga kvinnor och deras barn i Lima, Peru (1993-97) och nätverket Kvinna till Kvinna.
På Etnografiska museet i Stockholm finns en bildsamling med bilder från Nepal som Schäffer tog när hon var där 1952.